# Banco Matone
Banco Matone foi um instituição bancária brasileira, que em 2011 se fundiu com o Banco JBS, formando o Banco Original.

## História
A história do Banco Matone remonta a 1967, com a criação da primeira distribuidora de valores a obter autorização do Banco Central do Brasil para operar no Rio Grande do Sul, a Divalores. No ano seguinte, o empresário José Matone investiu no que seria o início da história da instituição, com a criação da Divalvest Distribuidora de Títulos e Valores Mobiliários, que em 3 de julho de 1989, veio a se tornar Banco Matone.

### Década de1960
- 1967
Após a criação do Banco Central e da reforma do sistema financeiro brasileiro, orientada para ampliar prazos de crédito ao consumo, o país vive o período chamado " milagre brasileiro". Nesse contexto, o espírito empreendedor de José Matone se evidencia com a fundação da primeira distribuidora de valores a obter autorização do Banco Central do Brasil para operar no Rio Grande do Sul - a Divalores.
- 1968
O ano marca o início da história da instituição, com a criação da Divalvest Distribuidora de Títulos e Valores Mobiliários, que mais tarde veio a se tornar Banco Matone.

### Década de1980
- 1983
Foi criado os serviços de aplicações em fundos mútuos de renda fixa e variável. É criada, então, a Matone Corretora de Valores Mobiliários e Câmbio Ltda.
- 1987
Buscando uma unidade de marca entre a corretora e a distribuidora, a Divalvest transforma-se em Matone Distribuidora de Títulos Mobiliários.
- 1989
O Banco Central incentiva a criação de bancos múltiplos e, nesse sentido, a Matone Distribuidora se converte em banco múltiplo, inicialmente especializado na concessão de financiamentos para pequenas e médias empresas.

### Década de1990
- 1997
Período de expansão do consumo pós-Plano Real, de 1994, que conseguiu estancar a inflação sem congelamento de preços. Aumento do poder de compra da população de renda mais baixa, graças à recomposição do salário real. Nesse ambiente, entendendo ser esse cenário propício para o surgimento de novas fontes de crédito à classe média brasileira, o Banco Matone cria novos e inovadores produtos.

### Anos2000
2003
O governo Luiz Inácio Lula da Silva garante o cumprimento dos contratos internacionais assinados pelo país, o que favorece a relação do Brasil com investidores externos. A Balança Comercial praticamente dobra em relação a 2002 e atinge US$ 24,8 bilhões. Na esteira positiva desses acontecimentos, por meio da Matone Holding, são lançados os primeiros bônus internacionais da Instituição, no mercado europeu, com a captação de US$ 11 milhões. Nesse mesmo ano, o Banco incorpora às suas operações a empresa Ficrisa Axelrud, financeira do sul do Brasil. Ainda em 2003, o Banco Matone recebe a certificação BS 7799.

### 2003
O Banco Matone foi a primeira Instituição financeira da América Latina a receber o certificado BS 7799, o mais importante na área de segurança da informação.

#### 2004
Regulamentado pelo Governo Federal no fim de 2003, o Banco Matone passa a concentrar as atividades comerciais na concessão de crédito consignado. É lançado um Fundo de Direitos Creditórios, em uma operação estruturada pelo Banco Pactual.

#### 2005
Com cenário econômico favorável, o Banco Matone cresce por meio de uma ampla rede de correspondentes credenciados e acordos comerciais com redes de varejo.

#### 2007/2008
O Sistema Brasileiro de Poupança e Empréstimo (SBPE) prevê aplicação de R$ 25 bilhões no setor habitacional em 2008 com o financiamento de aproximadamente 250 mil moradias. Em 2007, o montante aplicado foi de R$ 18,30 bilhões para a produção de 195 mil imóveis. Diante desse cenário, o Matone investiu no mercado de crédito imobiliário com a Plano A. A abertura de lojas em São Paulo e no Rio de Janeiro, além das já existentes em Porto Alegre, representou um marco institucional para o grupo Matone. A iniciativa faz parte de uma estratégia de crescimento, que visa, a curto prazo, tornar a empresa a melhor alternativa de financiamento imobiliário do Brasil.

#### 2009/2010
A crise financeira mundial de 2008 afetou o mercado de maneira geral. O setor financeiro foi um dos mais prejudicados, fazendo com que muitos negócios fossem repensados. Esse fato fez o Matone redesenhar seu produto de Crédito Imobiliário, O qual será relançado ainda este ano. A rede de lojas Bem-vindo, especializada em crédito consignado, tem hoje 81 lojas e em breve estará presente em todas as capitais do Brasil.

#### 2011
A J&F Participações Financeiras, empresa pertencente a holding J&F da família Batista e controladora do Banco JBS e a Matone Holding, pertencente a família Matone e controladora do Banco Matone, anunciaram no dia 14 de março de 2011 que assinaram um memorando de entendimentos para realizar a fusão do Banco JBS e Banco Matone.
Ainda em 2011, após aprovação do CADE, foi formado o Banco Original, derivado da fusão de ambos.

## Prêmios

### 2008
O Matone foi considerado uma das 100 empresas {classificada em 52ª, numa seleção realizada entre 1.344 empresas) entre as instituições que participaram da pesquisa sobre utilização de recursos de tecnologia..